# São Pedro do Iguaçu
São Pedro do Iguaçu é um município brasileiro do estado do Paraná. Sua população estimada em 2022 foi de 5.784 habitantes, conforme dados do IBGE.

## História
São Pedro do Iguaçu começa a se formar a partir da comercialização de terras pertencentes ao governo estadual, através da Colonizadora Bentheim & Cia. Ltda., contratada pelo Banco do Estado do Paraná (Banestado) no início da década de 1960. Em 1963, foram derrubados seiscentos alqueires para a construção do povoado.
Depois de assentadas dezenas de famílias, surgiu um litígio sobre a posse das terras: de um lado, o Banestado, defendendo a validade de seus títulos nominais, e de outro a família Padovani, que dizia detentora da área de terra. Esta disputa, que não ficou somente nos tribunais, trouxe intranquilidade e conflitos armados entre as partes, incluindo as famílias proprietários de títulos adquiridos. Houve baixas de ambos os lados com mortes, queima de casas, ameaças e emboscadas. Temendo pela própria vida e a demora em solucionar o problema, algumas famílias foram para outras regiões em busca de terra para plantar. O litígio durou até meados dos anos de 1980 dando a vitória judicial ao banco e reconhecido pelo Supremo Tribunal Federal.
Com a solução definitiva do litígio, São Pedro voltou a se desenvolver até se tornar um município, pois a instalação do distrito ocorreu em 8 de novembro de 1970.
Foi elevado a condição de município em 16 de julho de 1990, pela Lei Estadual nº 9336.

### Ex-prefeitos
- Ver: Lista de prefeitos de São Pedro do Iguaçu

## Rodovias
- PR-585 (Rodovia Egon Pudell) Trecho São Pedro do Iguaçu - Toledo e Vera Cruz do Oeste

## Reserva florestal
Em São Pedro do Iguaçu, localiza-se a reserva florestal denominada "Cabeça de Cachorro". Esta reserva possui este nome porque possui forma semelhante a uma cabeça de cachorro quando vista do alto.